# Bonilla de la Sierra
Bonilla de la Sierra là một đô thị trong tỉnh Ávila, Castile và León, Tây Ban Nha. Theo điều tra dân số 2006 (INE), đô thị này có dân số là 152.